# Jennifer Mischiati
Jennifer Mischiati (Roma, 30 gennaio 1986) è un'attrice e modella italiana.
È nota per le sue interpretazioni in film come Game Therapy, Aspettando la Bardot come coprotagonista, e come protagonista nel film Creators - The Past.

## Biografia
Ha iniziato la sua carriera nel mondo dello spettacolo come modella all'età di 14 anni. Nel 2004 ha partecipato a Miss Italia dopo aver conquistato il titolo di Miss Roma, vincendo così una borsa di studio di un anno presso la scuola di teatro "Ribalte" di Enzo Garinei, dove ha iniziato il suo percorso formativo.
Dopo aver completato il suo primo anno di studio con Enzo Garinei e frequentato un successivo anno alla Link Academy a Roma, nel 2008 ha perfezionato la sua formazione a Los Angeles presso l'American Musical and Dramatic Academy (AMDA) dove si è diplomata dopo due anni.
In televisione, ha partecipato a produzioni italiane come Don Matteo, Provaci ancora Prof! e L'allieva.
Ha interpretato tutti i ruoli femminili nello spettacolo teatrale Lo sfascio, diretto da Gianni Clementi e Saverio Di Biagio nella stagione 2013-2014. 
Nel 2015, è stata la protagonista del video musicale L'amore comporta di Biagio Antonacci .
Nel 2019, Jennifer Mischiati ha vinto il premio come Miglior Attrice Protagonista per la sua interpretazione nel film Creators the Past al HIMPFF Awards (Hollywood International Moving Pictures Film Festival).

## Opere
I segreti dell'anima, Gangemi Editore, (2022)

## Filmografia parziale

### Cinema
- 10 Regole per farla innamorare, regia di Cristiano Bortone (2011)
- Evil Things - Cose Cattive, regia di Simone Gandolfo (2012)
- Game Therapy, regia di Ryan Travis (2015)
- Fade out, regia di Mirko Virgili (2017)
- The Plan, regia di Paolo Dematteis (2017)
- Aspettando la Bardot, regia di Marco Cervelli (2018)
- Ancestral World, regia di Enrico De Palo (2018)
- Creators the Past, regia di Piergiuseppe Zaia (2019)
- Black Secret, regia di David Petrucci (2021)
- Dead Bride, regia di Francesco Picone (2021)
- Snow White's Adventure, regia di Stefano Milla (2022)
- My Christmas Fiancé, regia di Stefano Milla (2022)
- Cassino in Ischia, regia di Frank Ciota (2023)

### Televisione
- Don Matteo - serie TV, 1 episodio (2012)
- Provaci ancora Prof! - serie TV, 1 episodio (2017)
- L'Allieva - serie TV, 3 episodi (2018)
- Gormiti - The New Era - serie TV, 7 episodi (2024)

## Riconoscimenti
- HIMPFF Awards (2019) - Migliore attrice protagonista per Creators the Past.[9]